# Еріх Гюккель
Еріх Арманд Артур Йозеф Гюккель (нім. Erich Armand Arthur Joseph Hückel) (9 серпня 1896, Берлін — 16 лютого 1980, Марбург) — німецький фізик і хімік, один з основоположників квантової хімії, творець теорії сильних електролітів (спільно з П. Дебаєм).

## Біографія
Народився в Берліні в родині лікаря. З 1914 по 1921 рік вивчав фізику в Геттінгенському університеті; у 1921 році захистив дисертацію на ступінь доктора філософії. У 1922–1925 роках працював у Цюрихському політехнікумі, у 1925–1929 — у Вищій технічній школі в Штутгарті. З 1938 по 1962 рік — професор Марбурзького університету.
Був членом Німецької академії природознавців «Леопольдина» (1966), Лондонського королівського товариства. Нагороджений премією імені О. Гана (1965).
Еріх Гюккель був одружений з Анною-Марією Зігмонді, дочкою нобелівського лауреата Ріхарда Зігмонді.

## Наукова робота
У 1922 році Гюккель спільно з Максом Боном виконав дослідження обертально-коливних спектрів багатоатомних молекул. У 1923–1925 роках спільно з Петером Дебаєм розробив теорію розчинів сильних електролітів (теорія Дебая — Гюккеля). Властивості розбавлених розчинів сильних електролітів в розчинниках з високою діелектричною проникністю були кількісно витлумачені ними на основі припущення про повну дисоціацію електролітів при врахуванні електростатичної взаємодії між зарядженими частинками.
Гюккель активно займався застосуванням законів квантової механіки до вирішення хімічних проблем, зокрема обчисленням хвильових функцій й енергій зв'язків в органічних сполуках. Розробляв квантову теорію подвійних зв'язків (1930). На початку 1930-х Гюккель опублікував низку робіт, в яких запропонував пояснення стійкості ароматичних сполук на основі методу молекулярних орбіталей. Згідно з Гюккелем, плоскі моноциклічні спряжені системи з числом π-електронів 4n+2 будуть ароматичними, а такі ж системи з числом електронів 4n — антиароматичними. Правило Гюккеля застосовне як до заряджених, так і до нейтральних систем; воно пояснює стійкість циклопедантієнил- аніона і передбачає стійкість циклогептатрієніл-катіона.